# Lymania alvimii
Lymania alvimii är en gräsväxtart som först beskrevs av Lyman Bradford Smith och Robert William Read, och fick sitt nu gällande namn av Robert William Read. Lymania alvimii ingår i släktet Lymania och familjen Bromeliaceae. Inga underarter finns listade i Catalogue of Life.

## Bildgalleri

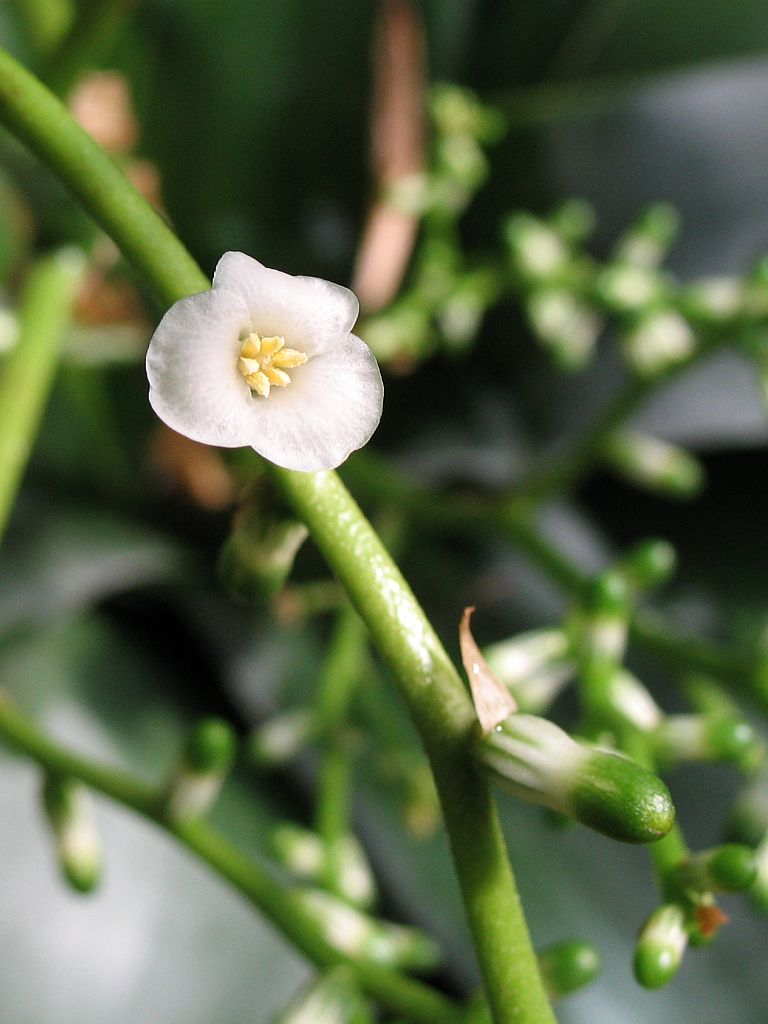
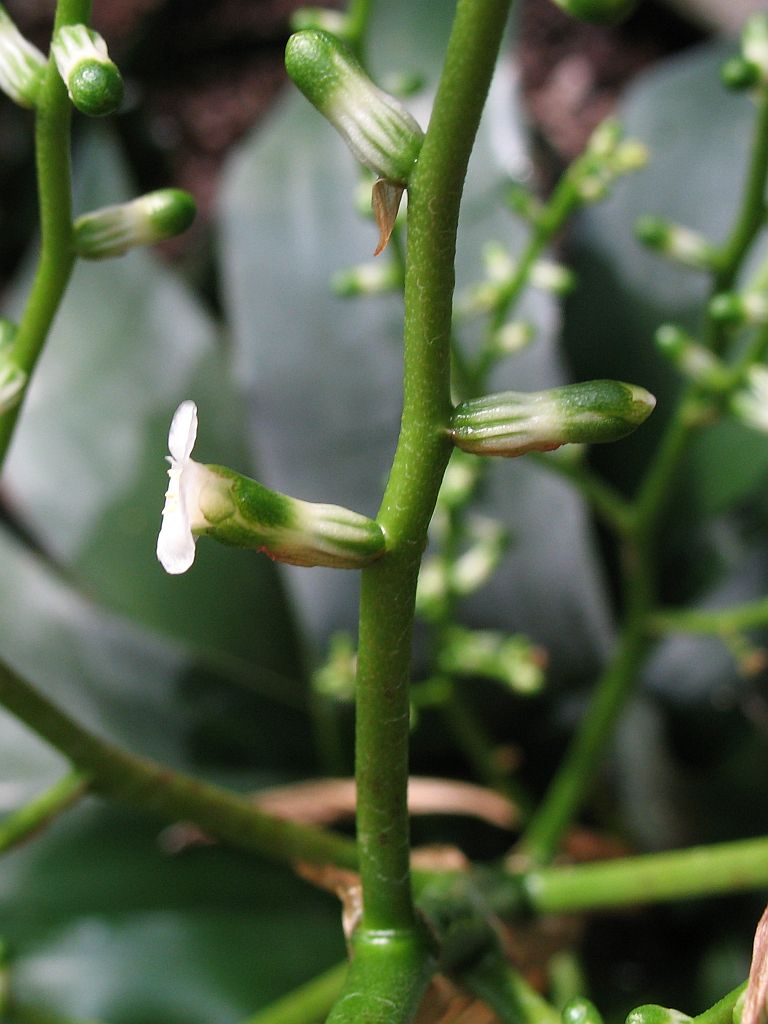